# 太平廳 (四川)

太平厅在四川省的位置（1820年）

太平直隸廳，是清代四川省的一個廳，在今太平縣（今萬源市）一帶地方。
嘉慶七年升太平縣為太平直隸廳。道光九年，移太平同知駐城口，改名城口廳，太平廳還為縣，均仍隸府。